# 秋葉里枝
秋葉 里枝（あきば りえ、朝: 아키바 리에、1987年2月7日 - ）は、埼玉県出身で現在韓国で活動しているタレント、女優。
渡韓前、日本で活動していた時の芸名は杉本 瞳。

## 来歴
日本でアイドル、女優をしていたが、2007年に日本大学を休学し、渡韓。
『美女たちのおしゃべり』に出演するようになるが、韓国の週刊誌『週刊東亜』のインタビューで、「独島の所有国を知らない」と答え、韓国内で問題となった。
2011年4月に帰国し復学すると、2013年3月に卒業。その後も日韓を行き来しながら、両国で芸能活動中。
2016年に韓国の映画音楽監督と結婚し、第1子の娘が誕生した。

## 出演

### 映画
- 炎と氷（2004年） - 高樹まりえ 役
- 炎と氷2（2004年） - 高樹まりえ 役
- LOVEHOTELS-ラブホテルズ -BLUE（2006年） - 美穂 役
- ラスト・プリンセス 大韓帝国最後の皇女（2016年）

### テレビドラマ
- 天花（NHK、2004年3月29日 - 9月25日）
- 刑事の妻〜デカツマ〜（テレビ朝日、2005年7月30日）
- 大漁！釣り船弁護士（BSジャパン、2006年7月23日 / テレビ東京、2006年7月26日）
- 玄界灘結婚戦争[4][5]（MBC、2010年3月1日・2日） - 鈴木孝子 役

### バラエティー番組
- 美女たちのおしゃべり （KBS、2006年 - 2010年4月）
- HOT SPOT KORA （旅チャンネル、2011年8月 - ）

### CM
- 東京ディズニーランド『2003クリスマス・ファンタジー』
- 大塚製薬 『ポカリスエット春編』

### スチール広告
- 早慶外語ゼミ

### ミュージックビデオ
- god「보통날（いつもの一日）」（2004年、韓国）

## その他
- 韓国観光公社の広報モデル　（2008年）